# 벡터 모니터

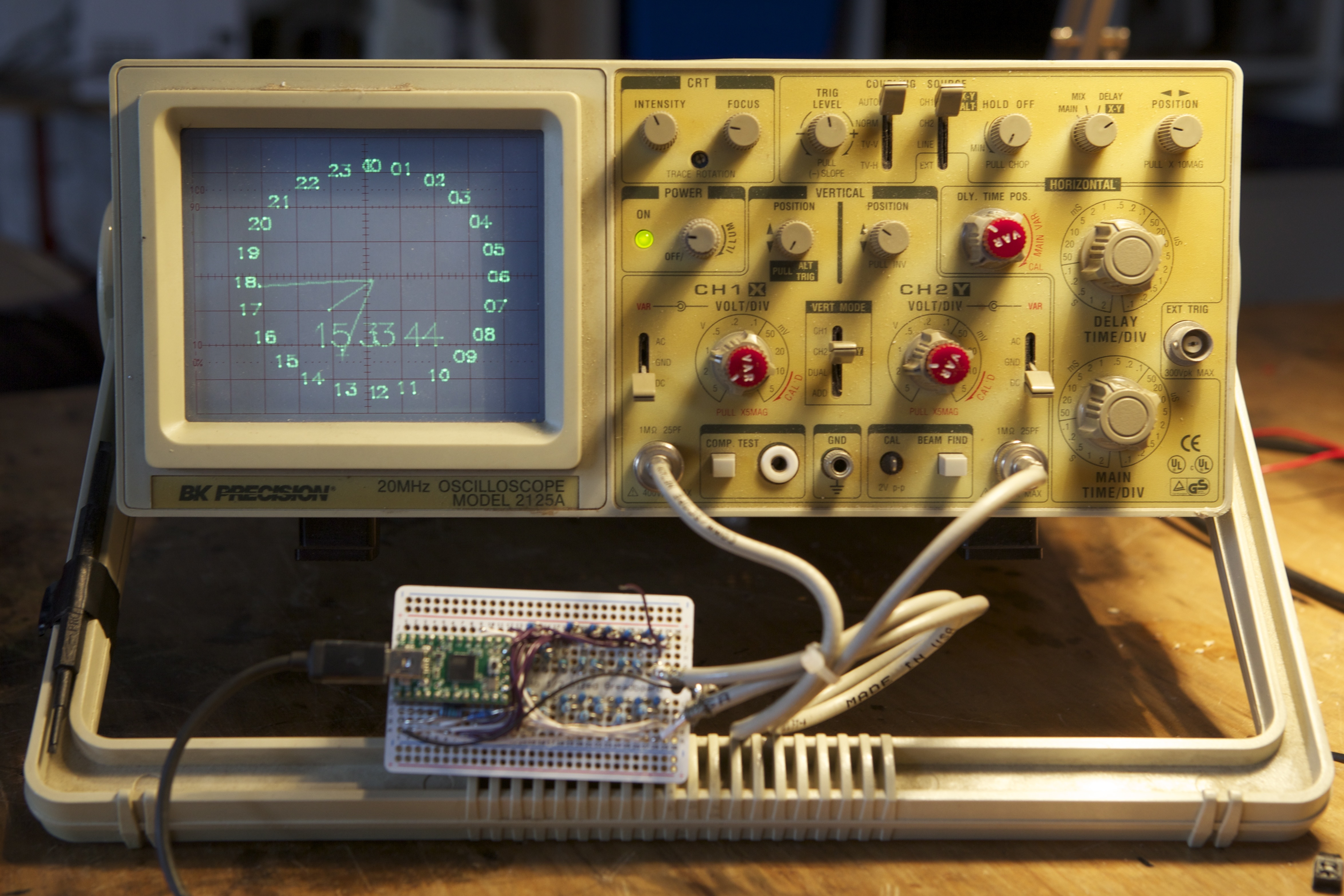
오실로스코프에 표시된 24시간제 시계. 듀얼 R2R DAC를 사용하여 아날로그 전압을 생성하는 X-Y 모드에서 벡터 모니터로 구성됨.

벡터 모니터(영어: Vector monitor)는 벡터 디스플레이(vector display) 또는 캘리그라피 디스플레이(calligraphic display)라고도 불리며, 1970년대까지 컴퓨터 그래픽스에 사용되었던 디스플레이 장치이다. 초기 오실로스코프와 유사한 음극선관의 한 종류이다. 벡터 디스플레이에서는 이미지가 래스터 그래픽스처럼 빛나는 화소의 격자가 아니라 그려진 선으로 구성된다. 음극선은 모든 이미지에 대해 동일한 수평 래스터 스캔 경로를 따르는 대신, 연결된 경사선을 추적하며 임의의 경로를 따른다. 빔은 이미지의 어두운 영역을 방문하지 않고 건너뛴다.
일부 재생 벡터 디스플레이는 빠르게 흐려지고 안정적인 이미지를 표시하기 위해 초당 30~40회 지속적으로 재생해야 하는 일반 형광체를 사용한다. Imlac PDS-1과 같은 이러한 디스플레이는 벡터 끝점 데이터를 저장하기 위해 일부 로컬 재생 메모리가 필요하다. 인기 있는 텍트로닉스 4010과 같은 다른 저장관 디스플레이는 몇 분 동안 계속 빛나는 특수 형광체를 사용한다. 저장 디스플레이는 로컬 메모리가 필요하지 않다. 1970년대에는 메가픽셀 컴퓨터 메모리가 여전히 매우 비쌌기 때문에 두 가지 유형의 벡터 디스플레이 모두 비트맵 래스터 그래픽 디스플레이보다 훨씬 저렴했다. 오늘날에는 래스터 디스플레이가 벡터 디스플레이의 거의 모든 용도를 대체했다.
벡터 디스플레이는 에일리어싱 및 화소화와 같은 디스플레이 아티팩트(특히 흑백 디스플레이)를 겪지 않는다. 컬러 디스플레이는 이산적인 특성으로 인해 일부 아티팩트를 유지하지만, 모양의 윤곽선만 표시하도록 제한된다(고급 벡터 시스템은 제한된 음영을 제공할 수 있지만). 텍스트는 짧은 선으로 투박하게 그려진다. 재생 벡터 디스플레이는 재생 깜박임 없이 표시할 수 있는 선이나 텍스트의 양이 제한된다. 불규칙한 빔 움직임은 래스터 디스플레이의 안정적인 빔 움직임보다 느리다. 빔 편향은 일반적으로 코일에 의해 구동되며, 이러한 코일은 전류의 급격한 변화에 저항한다.

## 역사
벡터 디스플레이는 조나단 제넥이 브라운 음극선관을 사용하여 처음 발명했다. 그의 해결책은 두 개의 편향 코울과 튜브 내부의 고출력 음극을 사용하여 지속적으로 스캔되는 이미지를 생성함으로써 기본 파형을 생성할 수 있었다. 이 장치는 초기 무선 엔지니어들이 활용했지만, 존 버트란드 존슨이 열음극을 구현하여 장치에 필요한 전압을 크게 줄일 때까지는 실용적이지 않았다. 음극선 오실로그래프는 그 후 상업화되어 현대 오실로스코프의 기초가 되었다.
오실로스코프는 전기 엔지니어들이 물리력을 시각화하는 데 사용했으며, 녹음 엔지니어들은 인간 목소리의 본질을 이해하는 데 사용했다. 디스플레이는 또한 복잡한 힘을 시각화하기 위해 고급 전자 아날로그 컴퓨터에 자주 추가되었다. 최초의 레이더 시스템은 벡터 그래픽 오실로스코프를 사용하여 항공기 위치를 매핑했다.
컴퓨터의 벡터 그래픽스는 매사추세츠 공과대학교의 MIT 링컨 연구소에서 제작한 훨윈드 I 시스템에서 처음 등장했다. 오실로스코프 튜브를 활용하여 훨윈드 디스플레이는 공중 궤적에 대한 복잡한 판독값을 생성할 수 있었으며, 최초의 그래픽 데모인 바운싱 볼(1951)을 주최했다. 1956년, 최초의 라이트 펜이 훨윈드 시스템에 구현되었다. 이러한 기술은 1958년에 완전히 가동된 고급 미국 SAGE 방공 시스템의 기초가 되었다.
1963년, MIT의 아이번 서덜랜드는 그의 선구적인 CAD 프로그램인 스케치패드에 벡터 그래픽 디스플레이를 처음 사용했다. 1968년, 그와 그의 팀은 다시 벡터 모니터를 사용하여 3D 모델의 와이어프레임 모델 이미지를 표시했다. 이 때 디스플레이는 머리에 장착되었다. 분명히 무거운 시스템은 다모클레스의 검이라고 불리는 지지대 구조에 의해 지지되었다. 이 시스템은 최초의 컴퓨터 기반 가상 현실로 널리 알려져 있다. 아이번 서덜랜드는 나중에 에반스 앤 서덜랜드 회사를 공동 설립했으며, 이 회사는 고급 벡터 디스플레이와 비행 시뮬레이터를 제작했다.
1970년 영국 판버러 에어쇼에서 스페리 자이로스코프(브랙널, 영국)는 영국 회사에서 만든 최초의 벡터 그래픽 비디오 디스플레이를 선보였다. 이 디스플레이는 스페리의 존 앳킨스가 설계한 특수 전자가 장착된 아날로그 단색 디스플레이로, 두 쌍의 좌표 사이에서 화면에 벡터를 그릴 수 있었다. 판버러에서 이 디스플레이는 새로운 스페리 1412 군용 컴퓨터의 기능을 시연하는 데 사용되었다. 실시간으로 회전하는 와이어프레임 큐브를 그리는 소프트웨어가 실행되었으며, 큐브는 세 가지 차원에서 속도를 제어할 수 있었다. 이 시연은 스페리 1412 컴퓨터에 대한 상당한 관심을 불러일으켰으며, 이 컴퓨터는 1972년부터 1992년까지 프랑스 해군과 영국 해군의 여러 주요 프로젝트의 핵심이 되었다.

## 예시
벡터 디스플레이 중 주목할 만한 것은 직접 시야 저장 CRT를 사용하는 텍트로닉스 대형 스크린 컴퓨터 터미널이다. (CRT에는 적어도 하나의 플러드 건과 단순한 형광체보다 원리적으로 더 복잡한 특수 유형의 디스플레이 화면이 있다.) 그러나 그 영구적인 이미지는 쉽게 변경할 수 없다. 에치-어-스케치처럼, 어떤 삭제나 이동이든 화면 전체를 밝은 녹색 섬광으로 지우고, 그런 다음 전체 이미지를 천천히 다시 그려야 한다. 이 유형의 모니터로는 애니메이션이 실용적이지 않다.
벡터 디스플레이는 전투기의 전방 시현기에 사용되었는데, 전자 빔을 형광체 위로 더 천천히 움직여 더 밝은 디스플레이를 얻을 수 있었기 때문이다. 밝기는 조종사가 직사광선 아래에서 디스플레이를 명확하게 볼 수 있어야 했기 때문에 중요했다.

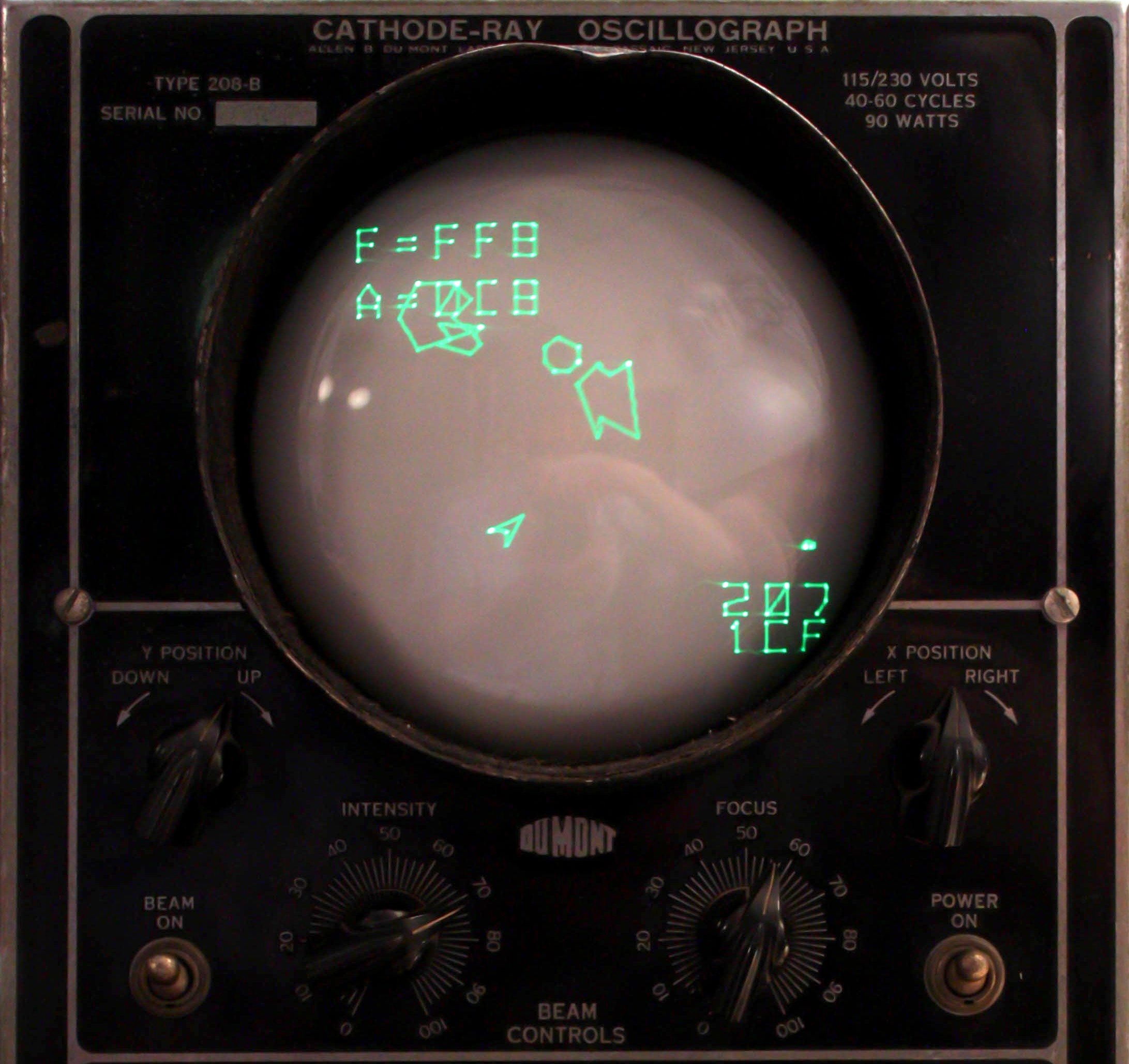
X-Y 모드로 구성된 오실로그래프에서 플레이되는 무료 소프트웨어 아스테로이드와 유사한 비디오 게임

벡터 모니터는 아머 어택, 아스테로이드, 오메가 레이스, 템페스트, 스타워즈와 같은 1970년대 후반부터 1980년대 중반까지의 일부 아케이드 게임과 벡트렉스 가정용 비디오 게임 콘솔에 사용되었다.
휴렛 팩커드는 일련의 대형 X-Y (벡터) 디스플레이를 제작했으며, 그 중 첫 번째는 20MHz 8x10인치 모델 1300이었다. CRT에는 건 출구의 편향판 뒤에 배치된 내부의 특수하게 윤곽이 잡힌 매우 미세한 메시가 낮은 전위에서 작동했다. 이 메시와 CRT 깔때기 내부에 최종 가속 전위로 충전된 별도의 전도성 코팅 사이의 17KV 정전기장은 전자 빔을 축 방향과 반경 방향으로 가속시켜 가능한 이미지 크기를 17.75인치 길이의 CRT의 8x10인치 화면을 덮을 수 있도록 확장했다. 메시가 없었다면 8x10인치 CRT는 거의 세 배는 길었어야 했을 것이다. 확장 메시 기술은 1960년대 초반에 고전압에서 작동하는 소형 고휘도 CRT에서 편향판을 고주파수로 구동해야 할 필요성으로 인해 개발되었으며, 당시 새로 등장한 트랜지스터 기술은 낮은 전압으로 제한되어 있었다. 훨씬 더 크고 효율성이 떨어지는 진공관 정전 편향 증폭기는 수백 볼트에서 작동할 수 있었다.
에반스 앤 서덜랜드가 제작한 디지스타 천체투영관 투영 시스템은 원래 별과 와이어프레임 그래픽을 모두 렌더링할 수 있는 벡터 디스플레이였다. 이후 버전은 고해상도 래스터 투영을 사용하지만, 벡터 기반 디지스타와 디지스타 II는 많은 천체투영관에 설치되었고, 일부는 여전히 작동 중일 수 있다. 디지스타 프로토타입은 영화 스타 트렉 2: 칸의 분노의 3D 별 필드를 렌더링하는 데 사용되었다. 또 다른 E&S 벡터 디스플레이인 픽처 시스템 II도 영화에 사용되었을 수 있다.

## 컬러 디스플레이
일부 벡터 모니터는 일반적인 섀도우 마스크 RGB CRT 또는 두 개의 형광체 층(소위 "침투 색상")을 사용하여 여러 색상을 표시할 수 있다. 침투 튜브에서는 전자 빔의 강도를 제어하여 전자가 두 형광체 층 중 하나 또는 둘 다에 도달(및 조명)하게 할 수 있으며, 일반적으로 녹색, 주황색 또는 빨간색 중 선택적으로 생성된다. 텍트로닉스는 몇 년 동안 침투 CRT를 사용하여 컬러 오실로스코프를 만들었지만, 이에 대한 수요는 낮았다.
아타리는 비디오 아케이드 게임에 사용된 섀도 마스크 버전을 설명하기 위해 컬러 쿼드라스캔이라는 용어를 사용했다.
일부 단색 벡터 디스플레이는 벡트렉스 3-D 이미저와 같은 주변 장치를 사용하여 색상을 표시할 수 있었다.

## 같이 보기
- 벡터 그래픽스
- 벡트렉스
- 래스터 스캔